# Rhapsa
Rhapsa is een geslacht van vlinders van de familie spinneruilen (Erebidae), uit de onderfamilie Calpinae.

## Soorten
- R. eretmophora Turner, 1932
- R. occidentalis Turner, 1944
- R. scotosialis Walker, 1865
- R. suscitatalis Walker, 1858